# Jana Brenkusová
Jana Brenkusová (* 25. července 1964) je bývalá československá atletka slovenské národnosti, jejíž specializací byl skok do výšky.

## Kariéra
První výrazný mezinárodní úspěch zaznamenala na halovém ME 1987 ve francouzském Liévinu, kde obsadila výkonem 188 cm 10. místo. V roce 1990 skončila na halovém ME ve skotském Glasgow na 11. místě a postoupila do finále na evropském šampionátu ve Splitu, kde výkonem 185 cm obsadila rovněž jedenácté místo. Na Mistrovství světa v atletice 1991 v Tokiu neprošla sítem kvalifikace. Na halovém ME 1992 v italském Janově se umístila na 17. místě, když překonala 185 cm. Na bronzovou medaili, kterou vybojovala Jelena Jelesinová bylo zapotřebí skočit 194 cm.
V roce 1990 a 1992 se stala vítězkou mítinku Novinářská laťka.

## Osobní rekordy
- hala - (193 cm - 28. ledna 1990, Praha)[3]
- venku - (193 cm - 30. června 1990, Bratislava)